# Villers-sous-Foucarmont
Villers-sous-Foucarmont è un comune francese di 204 abitanti situato nel dipartimento della Senna Marittima nella regione della Normandia.

## Società

### Evoluzione demografica
Abitanti censiti